# Вольногрушевское
Вольногрушевское (укр. Вільногрушівське) — село,
Люцернянский сельский совет,
Вольнянский район,
Запорожская область,
Украина.
Код КОАТУУ — 2321582705. Население по переписи 2001 года составляло 96 человек.

## Географическое положение
Село Вольногрушевское находится на правом берегу реки Вольнянка,
ниже по течению на расстоянии в 2 км расположено село Вольнокурьяновское,
на противоположном берегу — село Михайловка.
Через село проходит автомобильная дорога М-18 (E 105).

## История
- 1918 год — дата основания как сёла Вольное и Грушевка.